# Pholcomma micropunctatum
Pholcomma micropunctatum is een spinnensoort in de taxonomische indeling van de kogelspinnen (Theridiidae).
Het dier behoort tot het geslacht Pholcomma. De wetenschappelijke naam van de soort werd voor het eerst geldig gepubliceerd in 1941 door Cândido Firmino de Mello-Leitão.